# Вайвай (мова)
Вайвай [ˈwaɪwaɪ] (Uaiuai, Uaieue, Ouayeone) — це карибська мова північної Бразилії, з кількома сотнями носіїв на кордоні в південній Гаяні та Суринамі.

## Фонологія

### Приголосні
|              | Губні | Альвеолярні | Заясенні | Середньопіднебінні | Задньоязикові | Глотальні |
| ------------ | ----- | ----------- | -------- | ------------------ | ------------- | --------- |
| Проривні     |       | t           | tʃ       |                    | k             |           |
| Носові       | м     | п           |          | ɲ                  |               |           |
| Фрикативні   | ɸ     | с           | ʃ        |                    |               | ч         |
| Одноударні   |       | ɺ           | ɭ̥̆        |                    |               |           |
| Апроксиманти | w     |             |          | j                  |               |           |

### Голосні
|         | Передні | Центральні | Задні |
| ------- | ------- | ---------- | ----- |
| Високі  | i iː    | ɨ ɨː       | u uː  |
| Середні | e eː    |            | o oː  |
| Низькі  | a aː    |            |       |

- /o/ можна почути як [ʌ] після палатальних приголосних /tʃ, ʃ/.
- /a/ можна почути як [æ], коли йому передують звуки /j, tʃ/, а після нього йдуть звуки /w, m, s/.[2]